# Demolition (lucha libre)
Demolition es un equipo de lucha libre profesional más destacado durante la década de 1980 y principios de 1990 en la World Wrestling Federation (WWF), formado por Ax (Bill Eadie) y Smash (Barry Darsow), a los que más tarde se unió Crush (Brian Adams), formando un trío. En la WWF, fueron tres veces Campeones por equipo, y poseen el récord del segundo reinado más largo en su primera conquista titular. A partir de 2007, Ax y Smash se reunieron para varias apariciones en varios programas independientes y convenciones de leyendas. Actualmente trabajan como embajadores para la empresa WWE.

## Carrera

### World Wrestling Federation (1987-1991)

#### Formación (1987)
Randy Colley y Bill Eadie crearon los de gimmick de Demolition y trabajaron para la World Wrestling Federation (WWF). Debutaron como un equipo heel el 17 de enero de 1987 en la edición de Superstars, junto al mánager Lucious Johnny V, derrotando al equipo de Salvatore Bellomo y Mario Mancini. Parecidos a Lord Humungus de la película Mad Max 2: The Road Warrior de 1981, los Demolition llevaban trajes de cuero negro tachonado y máscaras de hockey forrados en cuero al ring, y luego revelando sus caras con pintura por lo general con una combinación de negro, blanco, rojo o colores plata, aunque a veces se incluyeron otros colores. Después de solo unas cuantas luchas, Colley fue reemplazado por Barry Darsow. En un shoot interview de RF Video con Eadie y Darsow, Eadie afirmó que Colley fue sustituido porque era reconocible para los aficionados como el hombre que anteriormente se desempeñaba como Moondog Rex. La WWF lanzó algunos reemplazos potenciales para Eadie, salvo que los aficionados reconocerían los reemplazos sugeridos. Eadie consideró que muchos fanes de la WWF no reconocerían a Darsow, que dejó Jim Crockett Promotions tras una disputa con el fin de asumir el papel de Smash.
El 14 de marzo en la edición de Saturday Night's Main Event, demolición participó en una batalla real, ganando a Hercules Hernández. Demolition se hizo conocido por su estilo agresivo en el ring y la forma en que dominaron sus combates. Su primer feudo fue con el equipo de Ken Patera y Billy Jack Haynes, que se inició después de que Ax y Smash ganen brutalmente a un jobber de la WWF llamado Brady Boone (primo de Billy Jack Haynes) durante un combate televisado. Demolition afirmó victorias sobre todos los equipos establecidos como face en la WWF de aquel momento, incluidos los Killer Bees (Jim Brunzell y B. Brian Blair), The Rougeau Brothers (Jacques y Raymond), British Bulldogs (Dynamite Kid y Davey Boy Smith ), The Young Stallions (Paul Roma y Jim Powers), The Islanders (Haku y Tama), y Can-Am Connection (Rick Martel y Tom Zenk). En esa misma época, Johnny Valiant (que no se dejó mucho tiempo después) "vendió" sus contratos al Mr. Fuji, que se convirtió en su mánager.
El debut de Demolition en un pay-per-view fue en Survivor Series en un combate de eliminación por equipos en el que 2 equipos teniendo uno 5 integrantes face y el otro 5 integrantes heel. Demolition formaban parte del grupo heel pero el equipo face ganó el combate.

#### 1988-1990

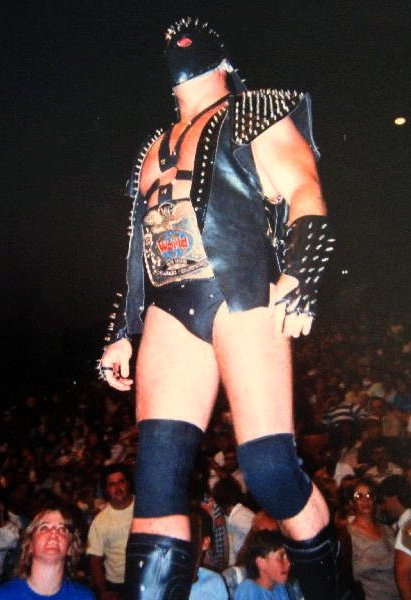
Uno de los miembros de Demolition como Campeón en Parejas de la WWF.

En WrestleMania IV, Ax y Smash derrotaron a Strike Force (Rick Martel & Tito Santana) para ganar su primer Campeonato en Parejas de la WWF, iniciando así su dominio como campeones. Como campeones, derrotaron fácilmente a varios de los mejores equipos de la WWF, que en ese momento tenían una división de equipos muy rica en talento y muy reñida, en especial los British Bulldogs y la Hart Foundation (Bret Hart & Jim Neidhart).
Su primer gran reto llegó en el verano de 1988, cuando Powers of Pain (The Warlord & The Barbarian) entró a la WWF y los desafió por el Campeonato en Parejas. Durante el combate de eliminación por equipos en Survivor Series, Mr. Fuji atacó a Demolition y se unió a Powers of Pain. Llevándose a cabo un double turn, y así Demolition tuvo un giro a face, mientras que Powers of Pain lo hacía heel. Demolition derrotó a Powers of Pain y Mr. Fuji en un tag team handicap match en WrestleMania V, reteniendo el Campeonato en Parejas. Antes de esto, Ax y Smash se enfrentaron entre sí en un momento memorable de  Royal Rumble 1989 al entrar con el número 1 y 2 para el Royal Rumble match antes de unirse en contra del participante André the Giant que entró tercero al combate al ring.
Después de WrestleMania V, Demolition comenzó un feudo con los Brain Busters (Arn Anderson & Tully Blanchard), que fueron los miembros del stable heel de The Heenan Family. El 27 de mayo de 1989 en la edición de Saturday Night's Main Event, los Brain Busters derrotaron a Demolition por descalificación. Demolition se convirtió en el equipo con el reinado más largo como Campeones en Parejas de la WWF, después de romper el récord de los Valiant Brothers (Jimmy & Johnny), con una duración de 478 días. Finalmente en un drop cayeron los títulos ante los Brain Busters en un two out of three falls match en la edición del 29 de julio de Saturday Night's Main Event. Demolition comenzó un feudo con André the Giant y los Twin Towers (Akeem & The Big Bossman). En SummerSlam, Hacksaw Jim Duggan y Demolition derrotaron a André y los Twin Towers en un six man tag team match. Demolition se centró en la recuperación de los títulos en parejas y reiniciar su feudo con los Brain Busters. En la edición del 4 de noviembre de Superstars (grabada el 2 de octubre), Demolition derrotó a los Brain Busters y recuperando sus títulos en equipo y ganando su segundo Campeonato en Parejas de la WWF.
Demolition peleó junto con el nuevo equipo de Heenan Family, la Colossal Connection (André the Giant & Haku). En la edición del 30 de diciembre de Superstars (grabado el 13 de diciembre), Demolition perdido los títulos ante Colossal Connection. En WrestleMania VI, Demolition derrotó a la Colossal Connection para así recuperar los títulos y ganar su tercer y último Campeonato en Parejas de la WWF, y finalmente poner fin a su enemistad con The Heenan Family.

### Circuito independiente
El 21 de mayo de 2011, participaron en el primer iPPV de Full Impact Pro (FIP), donde lucharon en el Main Event contra Ralph Mosca & Tony DeVito, combate que quedó sin resultado debido a una interferencia.

### Regreso a WWE (2025-presente)
En febrero de 2025, Demolition firmaron un contrato de leyendas con la WWE.

## En lucha
- Movimientos finales

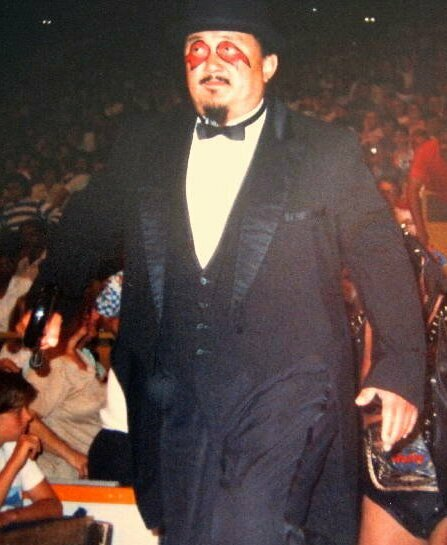
Mr. Fuji, dirigiendo a Demolition.

  - Demolition Decapitation (Backbreaker hold / Diving elbow drop combination)[1]

- Movimientos de firma
  - Tandem repeating double axe handle blows to a grounded opponent[1]

- Managers

- Mr. Fuji
- Luscious Johnny V

## Campeonatos y logros
- Pro Wrestling Illustrated

- Situado en el N°59 en los PWI tag team 100 de 2003

- Pro Wrestling Report
  - PWR Lifetime Achievement Award (2010)[30]

- Great Lakes Championship Wrestling

- GLCW Tag Team Championship (1 vez, actual)

- United States Xtreme Wrestling

- USXW Tag Team Championship (1 vez, actual)

- Keystone State Wrestling Alliance

- KSWA Tag Team Championship (1 vez, actual)

- World Wrestling Federation

- WWF Tag Team Championship (3 veces)